# 阿蓋爾-比特 (英國國會選區)
阿蓋爾-比特（英語：Argyll and Bute），英國國會一郡選區，位於蘇格蘭。選區範圍包括阿蓋爾-比特地區全部。選區創設於1983年。
1987年前當區議員為保守黨的約翰·麥凱，以後皆為自民黨及其前身的自由黨籍。2010年大選中自民黨的阿倫·里德以31.6%選票當選連任。2015年起則由蘇格蘭民族黨佔有。